# Цзыганьу
Цзыганьу (кит. упр. 自乾五 или 自干五, пиньинь zì gān wǔ — самостоятельная пятёрка; альтернативное написание: Цзы гань у) — неофициальное название китайских блогеров, поддерживающих в своих ресурсах и блогах правительство Китайской Народной Республики, Коммунистическую партию Китая и проводимую ими государственную политику за собственные финансовые средства. Свою деятельность осуществляют на таких платформах, как Sina Weibo, WeChat и TikTok, а также на китайских форумах и новостных веб-сайтах.

## Этимология
Термин «самостоятельная пятёрка» произошёл от фразы «пять цзяо», обозначающей умаоданов — пользователей, продвигающих идеалы Коммунистической партии Китая за 0,5 юаня (5 цзяо). Но, в отличие от умаоданов, цзыганьу продвигают идеи партии бесплатно. Впервые термин появился спорадически в период с 2005 по 2008 год, а после 2008 года частота появления стала выше. В 2014 году эта группа привлекла внимание китайских СМИ и получила высокую оценку с их стороны. Цзыганьу стали известны публике как «твёрдые приверженцы основных ценностей социализма».
«Самостоятельный» в составе названия может также переводится как «сделай сам», что является сокращением фразы «сделай сам свой сухой корм» (кит. упр. 自帶乾糧). Однако в упрощённом варианте названия цзыганьу используется символ «干», который соответствует не только традиционному символу «乾» (пиньинь gān), но и «幹» (пиньинь gàn). Из-за особого характера преобразования между традиционными и упрощенными символами этот термин может поменять изначально закладываемый смысл и звучать как «делающий в одиночку». В последние годы пользователи сети намеренно пишут «одиночная пятёрка» (кит. упр. 自幹五), чтобы усилить эффект насмешки.

## Описание
Цзыганьу считаются блогеры, которые без финансирования государством делают контент, направленный на восхваление Китайской Народной Республики и Коммунистической партии Китая, и в некоторых случаях носящий националистический характер. В своих постах и видео они часто критикуют западные страны и СМИ. В частности, они задевают такие вопросы, как феминизм, права человека, мультикультурализм, демократия: они считаются дурным западным поветрием, растлевающим китайское общество. Посты цзыганьу обычно краткие и эмоциональные, что, как считают эксперты, служит одной из причин, по которым они становятся вирусными. Несмотря на то, что государство не платит им за свою работу, с увеличением числа читателей они могут зарабатывать значительные суммы на рекламе или платном контенте.

## Оценка деятельности
«Гуанмин жибао» считает, что цзыганьу твёрдо придерживаются основных ценностей социализма и характеризуют их, как «хороших пользователей сети».
People's Liberation Army Daily считает, что антикитайские силы используют интернет, чтобы разрушить КНР, а цзыганьу является важной опорой для защиты идеалов социализма. Газета также хвалила блогеров-цзыганьу Чжоу Сяопина, Хуа Цяньфана и других за особый вклад в идеологическую борьбу.
12 апреля 2015 года на Sina Weibo Центральным комитетом Коммунистического союза молодёжи Китая было опубликовано видео, в котором восхваляется деятельность цзыганьу. Видео содержало комментарий: «В следующей жизни я продолжу свою работу», впоследствии вызвавший споры.
После того, как термин «семья Чжао», обозначающий высокопоставленных лиц Китая, стал популярным, умаоданы и цзыганьу стали критиковаться пользователями сети, выступавшими против Коммунистической партии Китая, и называться «изысканные Чжао».
В интервью The New York Times профессор Сюй Бен с факультета английского языка Калифорнийского колледжа Святой Марии сравнил образование в КНР с «двоемыслием» из романа «1984» и отметил, что зарубежные китайцы более склонны к становлению цзыганьу. Как утверждает профессор, подобный тип патриотизма обусловлен когнитивным диссонансом.
Специалист аналитического центра Doublethink Lab Харпре Ке отмечает, что китайские правила регулирования интернета побуждают пользователей активно продвигать партийную пропаганду, поэтому многие из влиятельных лиц просто используют эту систему.